# Sulconazole
Le sulconazole est un antifongique.

## Mode d'action
Le sulconazole inhibe la synthèse de l'ergostérol, molécule constitutive de la membrane fongique.

## Potentiel thérapeutique
Des chercheurs ont identifié que le Sulconazole permettait de réprimer l'activité de la furine ainsi que l'expression d'une protéine de point de contrôle immunitaire comme le PD-1. Ceci suggère un intérêt potentiel de cette molécule dans le cadre du « traitement d'une maladie mettant en jeu une activité furine » notamment en oncologie. En particulier, les chercheurs Iker Badiola Etxaleku et Abdel-Majid Khatib ont obtenu en laboratoire une efficacité de 85 % pour contrer l'infection des cellules cibles par le SARS-CoV-2 (on rappelle que la furine permet le clivage de la protéine spiculaire du coronavirus, une action déterminante pour lui permettre d'infecter la cellule hôte).

## Spécialités contenant du sulconazole
- MYK